# Panzerregiment 21
Het Panzerregiment 21 was een Duits tankregiment van de Wehrmacht tijdens de Tweede Wereldoorlog.

## Krijgsgeschiedenis

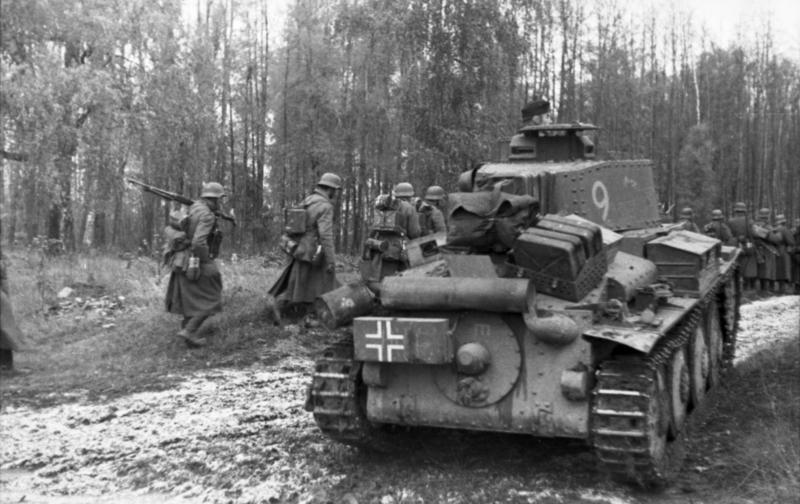
Panzer 38(t) van het regiment in Rusland, oktober 1941

Panzerregiment 21 werd opgericht op 1 oktober 1940 der Kurmärker-Kaserne in Stuttgart-Vaihingen in Wehrkreis V uit Pz.Ers.Abt. 7 en Pz.Ers.Abt. 35. Een nieuwe III. Abteilung werd ook opgericht
Het regiment maakte bij oprichting deel uit van de 20e Pantserdivisie en bleef dat gedurende zijn hele bestaan.
Op 26 april 1943 werd het regiment in Rusland opgeheven. De staf vormde staf Panzerbrigade 21, de III. Abteilung vormde Pz.Abt. 21, dat de gepantserde component van de 20e Pantserdivisie bleef vormen.
Medio november 1944 werd het regiment opnieuw opgericht op Oefenterrein Arys (in Oost-Pruisen). Staf Panzerbrigade 101 vormde Staf/Pz.Rgt. 21, de resten van de (in Wit-Rusland vernietigde) Pz.Abt. 21 vormden I. Abteilung en Pz.Abt. 2101 werd II. Abteilung (totaal 7 compagnieën).
Het regiment capituleerde (met de rest van de divisie) bij Rokycany aan Amerikaanse troepen op 8 mei 1945.

## Samenstelling bij oprichting
- I. Abteilung met 3 compagnieën (1, 2, 4)
- II. Abteilung met 3 compagnieën (5, 6, 8)
- III. Abteilung met 3 compagnieën (9, 10, 12)

## Opmerkingen over schrijfwijze
- Abteilung is in dit geval in het Nederlands een tankbataljon.
- II./Pz.Rgt. 21 = het 2e Tankbataljon van Panzerregiment 21

## Commandanten
| Rang           | Naam           | Begin       | Eind |
| -------------- | -------------- | ----------- | ---- |
| Oberstleutnant | Martin Schmidt | 1940 - 1941 |      |

Panzerregiment 1 · Panzerregiment 2 · Panzerregiment 3 · Panzerregiment 4 · Panzerregiment 5 · Panzerregiment 6 · Panzerregiment 7 · Panzerregiment 8 · Panzerregiment 9 · Panzerregiment 10 · Panzerregiment 11 · Panzerregiment 15 · Panzerregiment 16 · Panzerregiment 17 · Panzerregiment 18 · Panzerregiment 21 · Panzerregiment 22 · Panzerregiment 23 · Panzerregiment 24 · Panzerregiment 25 · Panzerregiment 26 · Panzerregiment 27 · Panzerregiment 28 · Panzerregiment 29 · Panzerregiment 31 · Panzerregiment 33  · Panzerregiment 35 · Panzerregiment 36 · Panzerregiment 39 · Panzerregiment 69 · Panzerregiment 80 · Panzerregiment 100 · Panzerregiment 101 · Panzerregiment 102 · Panzerregiment 116 · Panzerregiment 118 · Panzer-Lehr-Regiment 130 · Panzerregiment 201 · Panzerregiment 202 · Panzerregiment 203 · Panzerregiment 204 · Schweres Panzer-Regiment Bäke · Panzerregiment Brandenburg · Panzerregiment Coburg · Panzerregiment Feldherrnhalle · Panzerregiment Feldherrnhalle 2 · Panzerregiment Hermann Göring · Panzerregiment Großdeutschland · Panzerregiment Kurmark · Panzerregiment von Lauchert · Panzerregiment Major Rettemeier · Fallschirm-Panzerregiment 1 · Fallschirm-Panzerregiment 21 · SS-Panzerregiment 1 LSSAH · SS-Panzerregiment 2 · SS-Panzerregiment 3 · SS-Panzerregiment 5 · SS-Panzerregiment 9 · SS-Panzerregiment 10 · SS-Panzerregiment 11 · SS-Panzerregiment 12